# Saint-Pardoux-le-Lac
Saint-Pardoux-le-Lac is een fusiegemeente (commune nouvelle) in het Franse departement Haute-Vienne (87) (regio Nouvelle-Aquitaine). De plaats maakt deel uit van het arrondissement Bellac. Saint-Pardoux-le-Lac is op 1 januari 2019 ontstaan door de fusie van de gemeenten Roussac, Saint-Pardoux en Saint-Symphorien-sur-Couze. 

## Demografie
Onderstaande figuur toont het verloop van het inwonertal (bron: INSEE-tellingen).
Saint-Pardoux-le-Lac telde in 2017 1322 inwoners.